# CFU Club Championship 2006
Navigation
Édition précédente Édition suivante
La CFU Club Championship 2006 est la 9e édition de la CFU Club Championship. Elle met aux prises les champions des différentes nations affiliées à la CFU. Le vainqueur de la compétition est qualifié pour le premier tour de la Coupe des champions de la CONCACAF 2007.
La compétition change de format puisque les premiers tours à élimination directe sont remplacés par une phase de groupes avec quatre poules de 3 ou 4 équipes. Le premier de chaque poule se qualifie pour la phase finale, dont les matchs sont tous disputés au Stade Manny Ramjohn de Marabella, à Trinité-et-Tobago.
La finale voit un affrontement 100% trinidadien puisque c’est le W Connection FC qui s’impose face à la formation de San Juan Jabloteh. Cette deuxième victoire em CFU Club Championship pour le club de Couva lui permet de se qualifier pour la Coupe des champions de la CONCACAF.

## Participants
Un total de 15 équipes provenant de 9 nations prennent part à la compétition. Elles appartiennent à la zone Caraïbes de la CONCACAF. Le tableau des clubs qualifiés est le suivant :
| Nation                      | Club                       | Critère de qualification                                      |
| Antigua-et-Barbuda          | SAP Football Club          | Champion d'Antigua-et-Barbuda 2005-2006                       |
| Antigua-et-Barbuda          | Hoppers FC                 | Vice-champion d'Antigua-et-Barbuda 2005-2006                  |
| Antilles néerlandaises      | CSD Barber                 | Champion des Antilles néerlandaises 2005-2006                 |
| Antilles néerlandaises      | Union Deportivo Banda Abou | Vice-champion des Antilles néerlandaises 2005-2006            |
| Aruba                       | SV Britannia               | Finaliste du championnat d'Aruba 2005-2006                    |
| Guyana                      | Fruta Conquerors (forfait) | Représentant du Guyana                                        |
| Haïti                       | Baltimore SC               | Vainqueur du Tournoi d'ouverture 2005-2006                    |
| Haïti                       | Aigle Noir AC              | Vainqueur du Tournoi de clôture 2005-2006                     |
| Îles Vierges des États-Unis | Positive Vibes             | Champion des îles Vierges américaines 2005-2006.              |
| Îles Vierges des États-Unis | New Vibes                  | Second du Championnat des îles Vierges américaines 2005-2006. |
| Jamaïque                    | Waterhouse FC              | Champion de Jamaïque 2005-2006                                |
| Jamaïque                    | Harbour View FC            | Vice-champion de Jamaïque 2005-2006                           |
| Porto Rico                  | Puerto Rico Islanders      | Représentant de Porto Rico                                    |
| Trinité-et-Tobago           | W Connection FC            | Champion de Trinité-et-Tobago 2005                            |
| Trinité-et-Tobago           | San Juan Jabloteh          | Vice-champion de Trinité-et-Tobago 2005                       |

## Compétition

### Premier tour

#### Groupe A
| Rang | Équipe          | Pts | J | G | N | P | Bp | Bc | Diff |  | Résultats (▼ dom., ► ext.) | Har | Cen | Pos | Aig |
| ---- | --------------- | --- | - | - | - | - | -- | -- | ---- |  | -------------------------- | --- | --- | --- | --- |
| 1    | Harbour View FC | 9   | 3 | 3 | 0 | 0 | 8  | 0  | +8   |  | Harbour View FC            |     | 2-0 | 5-0 | 1-0 |
| 2    | CSD Barber      | 6   | 3 | 2 | 0 | 1 | 4  | 2  | +2   |  | CSD Barber                 |     |     | 2-0 | 2-0 |
| 3    | Positive Vibes  | 3   | 3 | 1 | 0 | 2 | 3  | 9  | -6   |  | Positive Vibes             |     |     |     | 3-2 |
| 4    | Aigle Noir AC   | 0   | 3 | 0 | 0 | 3 | 2  | 6  | -4   |  | Aigle Noir AC              |     |     |     |     |

#### Groupe B
| Rang | Équipe                     | Pts | J | G | N | P | Bp | Bc | Diff |  | Résultats (▼ dom., ► ext.) | Bal | Wat | Und |
| ---- | -------------------------- | --- | - | - | - | - | -- | -- | ---- |  | -------------------------- | --- | --- | --- |
| 1    | Baltimore SC               | 6   | 2 | 2 | 0 | 0 | 6  | 0  | +6   |  | Baltimore SC               |     | 2-0 | 4-0 |
| 2    | Waterhouse FC              | 1   | 2 | 0 | 1 | 1 | 1  | 3  | -2   |  | Waterhouse FC              |     |     | 1-1 |
| 3    | Union Deportivo Banda Abou | 1   | 2 | 0 | 1 | 1 | 1  | 5  | -4   |  | Union Deportivo Banda Abou |     |     |     |

#### Groupe C
| Rang | Équipe                   | Pts | J | G | N | P | Bp | Bc | Diff |  | Résultats (▼ dom., ► ext.) | WCo | PRI | Hop |
| ---- | ------------------------ | --- | - | - | - | - | -- | -- | ---- |  | -------------------------- | --- | --- | --- |
| 1    | W Connection FC          | 6   | 2 | 2 | 0 | 0 | 6  | 0  | +6   |  | W Connection FC            |     | 1-0 | 5-0 |
| 2    | Puerto Rico Islanders    | 3   | 2 | 1 | 0 | 1 | 3  | 2  | +1   |  | Puerto Rico Islanders      |     |     | 3-1 |
| 3    | Hoppers FC               | 0   | 2 | 0 | 0 | 2 | 1  | 8  | -7   |  | Hoppers FC                 |     |     |     |
| 4    | Fruta Conquerors forfait |     |   |   |   |   |    |    |      |  |                            |     |     |     |

#### Groupe D
| Rang | Équipe            | Pts | J | G | N | P | Bp | Bc | Diff |  | Résultats (▼ dom., ► ext.) | SJJ | SAP | NVi | SVB |
| ---- | ----------------- | --- | - | - | - | - | -- | -- | ---- |  | -------------------------- | --- | --- | --- | --- |
| 1    | San Juan Jabloteh | 9   | 3 | 3 | 0 | 0 | 17 | 0  | +17  |  | San Juan Jabloteh          |     | 4-0 | 5-0 | 8-0 |
| 2    | SAP Football Club | 6   | 3 | 2 | 0 | 1 | 10 | 6  | +4   |  | SAP Football Club          |     |     | 3-1 | 7-1 |
| 3    | New Vibes         | 1   | 3 | 0 | 1 | 2 | 2  | 9  | -7   |  | New Vibes                  |     |     |     | 1-1 |
| 4    | SV Britannia      | 1   | 3 | 0 | 1 | 2 | 2  | 16 | -14  |  | SV Britannia               |     |     |     |     |

### Demi-finale
| Équipe 1          | Résultat | Équipe 2        |
| ----------------- | -------- | --------------- |
| W Connection FC   | 3 - 2    | Harbour View FC |
| San Juan Jabloteh | 1 - 0    | Baltimore SC    |

### Finale
| Équipe 1        | Résultat | Équipe 2          |
| --------------- | -------- | ----------------- |
| W Connection FC | 1 - 0    | San Juan Jabloteh |

| Champion de la CFU 2006        |
| ------------------------------ |
| Drapeau de Trinité-et-Tobago   |
| W Connection FC Deuxième titre |

- W Connection FC se qualifie pour la Coupe des champions de la CONCACAF 2007.